# Магура (Магура)
Магура (рум. Măgura) насеље је у Румунији у округу Бакау у општини Магура. Oпштина се налази на надморској висини од 222 m.

## Становништво
Према подацима из 2002. године у насељу је живело 2640 становника, од којих су сви румунске националности.